# Möbiusband

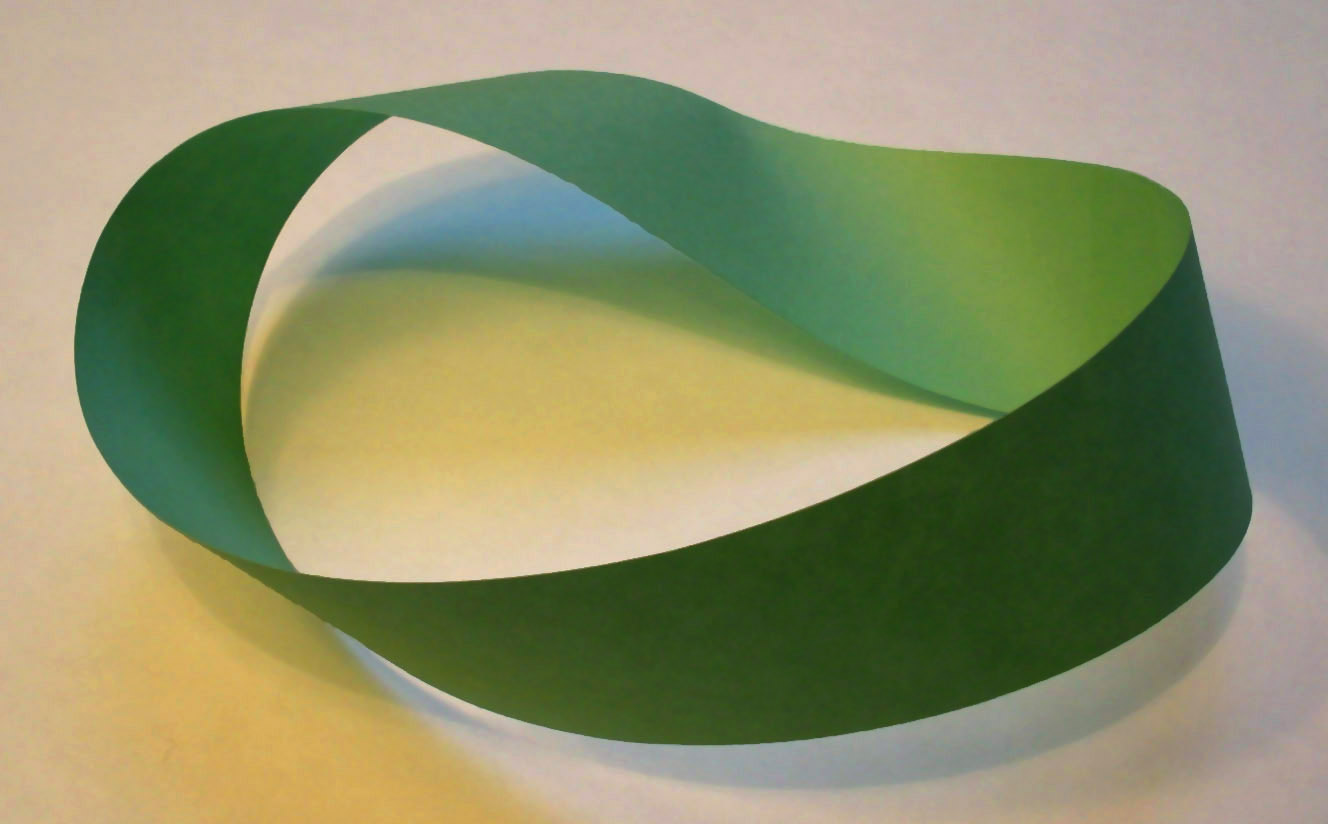
Möbiusband van papier

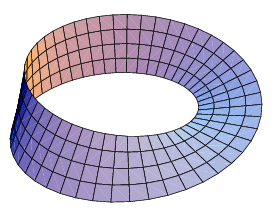
Möbiusband

Een möbiusband, band van Möbius of ring van Möbius is een tweedimensionale topologische structuur: een ruimtelijke figuur die slechts één vlak en één rand heeft. De band bestaat weliswaar uit een vlak, maar kan alleen in drie dimensies bestaan. Vanuit elk punt van de figuur ziet men ogenschijnlijk twee zijden en twee randen, maar volgt men vanuit een punt een rand of een zijde, dan blijkt bij terugkeer dat men ook de ogenschijnlijk andere rand of zijde heeft doorlopen.
De figuur is genoemd naar de wiskundige en sterrenkundige August Ferdinand Möbius uit Leipzig die in 1858 de figuur ontdekte. Min of meer gelijktijdig met Möbius, ook in 1858, maar onafhankelijk daarvan ontdekte ook de wiskundige en natuurkundige Johann Benedict Listing uit Göttingen de band.
Het is eenvoudig om zelf een möbiusband te maken: neem een strook papier, breng de uiteinden bij elkaar en draai een van de uiteinden een halve slag. Plak de einden vervolgens op elkaar. Ontdek de eigenschappen, door te proberen een van de zijden rood te kleuren en de andere blauw.
Wordt de band in de lengte doorgeknipt, dan ontstaat er een enkele ring van dubbele lengte.
Het concept is verwant met de Kleinfles.

## Wetenswaardigheden
- Ook buiten de wiskunde is het concept van de möbiusband bekend. In de 19de eeuw werden veel machines aangedreven door stoommachines via een drijfriemensysteem. Deze drijfriemen waren dikwijls uitgevoerd als möbiusband, zodat ze gelijkmatig en tweezijdig afsleten en dus twee keer zo lang meegingen.
- Beroemd is de weergave van Escher, die de möbiusband wel driedimensionaal afbeeldt, namelijk als een rooster, waarop mieren lopen. De eigenschappen van de band van Möbius zijn namelijk zodanig, dat deze ruimtefiguur slechts 1 kant en 1 rand heeft. Volgt men de mieren op hun tocht, dan zal blijken dat ze oneindig door kunnen lopen zonder een rand om te gaan, en toch het hele oppervlak bewandelen.
- In sommige sciencefictionverhalen speelt het concept een rol. Een bekend verhaal van Arthur C. Clarke is De muur der duisternis (oorspronkelijk Engels The Wall of Darkness uit 1949) waarin een wereld wordt beschreven die in essentie een vierdimensionale möbiusband is in een driedimensionaal heelal. De held van het verhaal onderzoekt een geheimzinnige kolossale muur die zijn wereld afgrenst van de onbekende 'andere kant van de muur'. Hij weet de muur te beklimmen en bemerkt dan dat de muur geen andere kant heeft.